# Tepeolol
Tepeolol es una localidad de México localizada en el municipio de Huejutla de Reyes en el estado de Hidalgo.

## Toponimia
Del náhuatl Tepe-ololi; Tepetl, cerro, ololli, redondo: “Monte arredondado”.

## Geografía
Se encuentra en la región geográfica de la Huasteca hidalguense. A la localidad le corresponden las coordenadas geográficas 21° 05’ 06.748” de latitud norte y 98° 27’ 28.280” de longitud oeste, con una altitud de 240 m s. n. m. Cuenta con un clima semicálido húmedo con lluvias todo el año.
En cuanto a fisiografía se encuentra en la provincia de la Sierra Madre Oriental, dentro de la subprovincia de Carso Huasteco; su terreno es de sierra. En lo que respecta a la hidrografía se encuentra posicionado en la región de Pánuco, dentro de la cuenca del río Moctezuma, y en la subcuenca del río Los Hules.

## Demografía
En 2020 registró una población de 519 personas, lo que corresponde al 0.41 % de la población municipal. De los cuales 243 son hombres y 276 son mujeres.
| Gráfica de evolución demográfica de Tepeolol entre 1980 y 2020                               |
|                                                                                              |
| Población de los censos y conteos del Instituto Nacional de Estadística y Geografía (INEGI). |